# محمدحسین استکی
محمدحسین استکی (زاده ۱۳۴۰ تهران) نماینده مردم  اصفهان و ورزنه در مجلس هفتم و عضو کمیسیون صنایع و معادن مجلس بود.
وی پیش از نمایندگی رئیس مرکز تحقیقات فنی و مهندسی و عضو هیئت علمی دانشکده مهندسی دانشگاه اصفهان بوده است.